# Ouahat Sidi Brahim
Ouahat Sidi Brahim (arabe : واحة سيدي ابراهيم ; berbère : ⵡⴰⵃⵜ ⵙⵉⴷⵉ ⴱⵔⴰⵀⵉⵎ) est une commune rurale de la préfecture de Marrakech, appartenant à la région Marrakech-Safi. Elle ne dispose pas de centre urbain.
Le siège de la commune est situé au nord de Marrakech, sur la rive droite de l'oued Tensift, au pied du massif des Jbilet. Elle est traversée par la pénétrante nord de Marrakech, la RN9 (route de Casablanca) ainsi que la voie ferrée reliant Marrakech à Casablanca. Outre plusieurs douars périurbains d'importance croissante (Ouahat Sidi Brahim et Douar Belâagid notamment), on y trouve le grand stade de Marrakech. Ouahat Sidi Brahim est par ailleurs le théâtre de plusieurs aménagements touristiques dans le prolongement de ceux de la Palmeraie de Marrakech, située de l'autre côté du Tensift.